# Ekadashi
Ekadashi (Sanskrit: एकादशी, romanisiert: Ēkādaśī, wörtlich „Der elfte Tag“) ist der elfte Mondtag (tithi) des zunehmenden (Shukla Pakṣa) und abnehmenden (Kṛṣṇa Pakṣa) Mondzyklus in einem vedischen Kalendermonat. Ekadashi wird im Vaishnavismus, einem der Hauptpfade des Sanatana Dharma, häufig gefeiert. Die Anhänger bringen dem Gott Vishnu ihre Verehrung durch Fasten oder nur symbolisch dar. Bei diesem Fasten, das stark mit der Lebensweise des Sanatana Dharma verwurzelt ist, geht es vor allem darum, Selbstdisziplin und gewisse Verdienste zu erlangen.
Im Hinduismus besteht der Hauptzweck des Fastens an Ekadashi darin, die Kontrolle über den Geist und die körperlichen Sinne zu erlangen und sie auf den spirituellen Fortschritt zu lenken. Darüber hinaus hat das Fasten mehrere gesundheitliche Vorteile. Das Ekadashi-Fasten erstreckt sich über drei Tage. Die Gläubigen nehmen eine einzige Mahlzeit am Nachmittag des Tages vor Ekadashi (dasami) zu sich, um sicherzustellen, dass am nächsten Tag keine Essensreste im Magen verbleiben. Am Ekadashi-Tag halten die Gläubigen ein strenges Fasten ohne Essen und Wasser ein und brechen das Fasten am nächsten Tag (dwadashi) erst nach Sonnenaufgang. Da diese Form des Fastens sehr streng ist und aus gesundheitlichen und lebenspraktischen Gründen nicht für alle Menschen möglich ist, wird von den meisten Gläubigen eine liberalere Form des Fastens eingehalten.

Es gibt in dieser Methode verschiedene Arten des Ekadashi-Fastens, die vom vollständigen Verzicht auf Nahrung und Wasser bis zum teilweisen Fasten oder dem Verzehr nur bestimmter Nahrungsmittel reichen. Der Gläubige kann den Fastenansatz wählen, der zu seiner Gesundheit, seinem Lebensstil und seinen spirituellen Zielen passt.

- Nirjala: Die Gläubigen fasten am Ekadashi-Tag komplett, sogar ohne Wasser.
- Jalahar: Bei dieser Art des Ekadashi-Fastens nehmen die Gläubigen nur Wasser zu sich.
- Ksheerbhoji: Bei dieser Art des Ekadashi-Fastens verzehren die Gläubigen Milch und Milchprodukte.
- Phalahari: Bei dieser Art des Ekadashi-Fastens verzehren die Gläubigen nur Früchte.
- Naktabhoji: Bei dieser Art des Ekadashi-Fastens nehmen die Gläubigen eine einzige Mahlzeit zu sich. In der Regel im späteren Teil des Tages mit Gerichten aus Sabudana, Singhada, Shakarkand (Yam), Kartoffeln und Erdnüssen. Die Mahlzeit sollte jedoch keine Körner wie Reis, Weizen, Hirse oder Getreide wie Dals und Bohnen enthalten.

Der Zeitpunkt jedes Ekadashi richtet sich nach der Position des Mondes. Der Hindu-Kalender unterteilt den Verlauf von Vollmond zu Neumond in fünfzehn gleiche Bögen von 12°. Jeder Bogen misst einen Mondtag, der als tithi bezeichnet wird. Die Zeit, die der Mond braucht, um eine bestimmte Strecke zurückzulegen, ist die Länge dieses Mondtages. Ekadashi bezieht sich auf den 11. tithi, oder Mondtag. Der elfte tithi entspricht einem bestimmten Winkel und einer bestimmten Phase des zunehmenden und abnehmenden Mondes. In der hellen Hälfte des Mondmonats ist der Mond zu Beginn von Ekadashi genau zu 3/4 voll, und in der dunklen Hälfte des Mondmonats ist der Mond zu 3/4 dunkel.
Normalerweise gibt es 24 Ekadashis in einem Kalenderjahr. Gelegentlich gibt es zwei zusätzliche Ekadashis in einem Hindu-Schaltjahr. Jedem Ekadashi-Tag wird ein besonderer Nutzen zugeschrieben, der durch die Ausführung bestimmter Aktivitäten erreicht wird.
Im Bhagavata Purana (skandha IX, adhyaay 4) wird die Beobachtung von Ekadashi durch Ambarisha, einen Devotee Vishnus, erwähnt.

## Legende
Nach der Legende schlief Vishnu oder befand sich in einem meditativen Zustand. Da näherte sich ein Dämon, Murdanav, und versuchte, Vishnu anzugreifen. In diesem Moment entsprang eine schöne Frau aus Vishnus 11. Sinn (oft als „Geist“ bezeichnet). Der verliebte Murdanav hielt um ihre Hand an, worauf sie antwortete, dass sie nur einwilligen werde, wenn er sie im Kampf besiege. Als sie kämpften, wurde Murdanav schließlich getötet. Vishnu erwachte aus seinem Schlaf und segnete die Frau, indem er ihr den Namen „Ekadashi“ gab und erklärte, dass jeder, der an diesem Tag fastet, moksha (Befreiung vom Kreislauf von Geburt und Tod) erlangen werde.

## Liste der Ekadashis
Die folgende Tabelle beschreibt die Ekadashis und wann sie in das Jahr fallen.
| Vedischer Mondmonat                                   | Leitende Gottheit         | Krishna paksha ekadashi    | Shukla paksha ekadashi                     | Daten (2024) |
| ----------------------------------------------------- | ------------------------- | -------------------------- | ------------------------------------------ | --- |
| Chaitra (चैत्र, März–April)                             | Rama/Vishnu               | Papavimocani Ekadashi      | Kamada Ekadashi                            | Papmochani/Papavimocani Ekadashi: 4–5. April Kamada Ekadashi: 18–19. April (17–18. April in manchen Traditionen) |
| Vaisakha (वैशाख, April–Mai)                             | Madhusudana (Vishnu)      | Varuthini Ekadashi         | Mohini Ekadashi                            | Varuthini Ekadashi: 3–4. Mai Mohini Ekadashi: 18–19. Mai                                                         |
| Jyeshtha (ज्येष्ठ, Mai–Juni)                             | Trivikrama (Vishnu)       | Apara Ekadashi             | Nirjala Ekadashi                           | Vaishnava Apara & Apara Ekadashi: 2–3. Juni Nirjala Ekadashi: 17–18. Juni                                        |
| Ashada (आषाढ, Juni–Juli)                               | Vamana                    | Yogini Ekadashi            | Shayani Ekadashi                           | Yogini Ekadashi: 1–2. Juli Devshayani (Shayani) Ekadashi: 16–17. Juli (15–16. Juli in einigen Traditionen)       |
| Shravana (श्रावण, Juli–August)                          | Sridhara                  | Kamika Ekadashi            | Shravana Putrada Ekadashi                  | Kamika Ekadashi: 30–31. Juli Shravana Putrada Ekadashi: 15–16. August                                            |
| Bhadrapada (भाद्रपद, August–September)                  | Hrishikesha               | Annada Ekadashi            | Parsva Ekadashi                            | Aja (Annada) Ekadashi: 29–30. August Parsva Ekadashi: 13–14. September                                           |
| Ashvina (अश्विन्, September–Oktober)                     | Padmanabha                | Indra Ekadashi             | Pasankusa Ekadashi                         | Indira (Indra) Ekadashi: 27–28. September Papankusha Ekadashi: 13–14. Oktober                                    |
| Kartik (कार्तिक, Oktober–November)                       | Damodara                  | Rama Ekadashi              | Prabodhini Ekadashi                        | Rama Ekadashi: 27–28. Oktober Devutthana Ekadashi: 11–12. November                                               |
| Margashirsha (Agrahayana) (मार्गशीर्ष, November–Dezember) | Keshava                   | Utpanna Ekadashi           | Mokshada Ekadashi/Vaikuntha Ekadashi       | Utpanna Ekadashi: 26–27. November Mokshada & Guruvayur(Vaikuntha) Ekadashi: 11–12. Dezember                      |
| Pausha (पौष, Dezember–Januar)                          | Narayana (Vishnu/Krishna) | Saphala Ekadashi           | Pausha Putrada Ekadashi/Vaikuntha Ekadashi | Saphala Ekadashi: 7–8. Januar (11–12. Januar in östlichen Traditionen) Pausha Putrada Ekadashi: 20–21. Januar    |
| Magha (माघ, Januar–Februar)                            | Madhava                   | Shattila Ekadashi          | Bhaimi Ekadashi/Jaya Ekadashi              | Shattila Ekadashi: 5–6. Februar Bhaimi/Jaya Ekadashi: 19–20. Februar                                             |
| Phalguna (फाल्गुन, Februar–März)                         | Govinda (Krishna)         | Vijaya Ekadashi            | Amalaki Ekadashi                           | Vaishnava Vijaya & Vijaya Ekadashi: 6–7. März (4–5. März in einigen Traditionen) Amalaki Ekadashi: 20–21. März   |
| Adhika-Monat (अधिक, einmal in 2–3 Jahren)              | Purushottama              | Padmini Vishuddha Ekadashi | Parama Shuddha Ekadashi                    | |

## Notizen
1. ↑  Das Fasten beginnt ggf. einige Tage früher.

## Referenzen
1. ↑   What is Ekadashi? Its types, benefits of Ekadashi fast and foods to be eaten In: The Times of India. Abgerufen am 20. April 2021 (englisch).
2. ↑  Constance Jones, James D. Ryan: Encyclopedia of Hinduism. Infobase Publishing, 2006, ISBN 978-0-8160-7564-5, S. 147 (englisch, google.com).
3. ↑  J. Gordon Melton: Religious Celebrations: An Encyclopedia of Holidays, Festivals, Solemn Observances, and Spiritual Commemorations. ABC-CLIO, 2011, ISBN 978-1-59884-205-0, S. 490 (englisch, google.com).
4. ↑  M.R. Suchitra, S. Parthasarathy: Intermittent Fasting on the Ekadashi Day and the Role of Spiritual Nutrition. In: Current Research in Nutrition and Food Science Journal. 9. Jahrgang, Nr. 1, 16. April 2021, S. 122–126, doi:10.12944/CRNFSJ.9.1.12 (englisch, foodandnutritionjournal.org).
5. ↑  Ekadashi Fast. In: riversidetemple.org. (englisch).
6. ↑   Devshayani Ekadashi Fastenregeln: Arten des Ekadashi-Fastens … In: The Times of India
7. ↑  Manish Verma: Fasts and Festivals of India. Diamond Pocket Books (P) Ltd., 2013, ISBN 978-81-7182-076-4, S. 65 (englisch, google.com).
8. ↑  Ekadashi Termine & Fastenzeiten (Parana) für 2018 - Ekadashi Katha - Ekadashi Svarupa Darsana. In: Ekadashi Svarupa Darsana. Archiviert vom Original am 13. Juni 2018; abgerufen am 30. Mai 2018 (de-us).
9. ↑  The Hindu Calendar. In: www.timeanddate.com. Abgerufen am 25. Juli 2024 (englisch).
10. ↑  Konstantin Bikos: Schaltmonate und Schalttage im Hindu-Kalender.
11. ↑  Danvir Goswami, Kushakrita Das: Sri Garga Samhita. Rupanuga Vedic College Publishing, 2010 (englisch).
12. ↑  Bhaktivedanta Swami Prabhupada: Srimad Bhagavatam - Canto Nine. The Bhaktivedanta Book Trust, 1995, ISBN 978-81-89574-91-8, S. 85–170 (englisch).
13. ↑  Mokshada Ekadasi. ISKCON, ehemals im Original (nicht mehr online verfügbar); abgerufen am 26. November 2012 (englisch). (Seite nicht mehr abrufbar. Suche in Webarchiven)
14. 1 2 3 4 5 6 7 8 9 10 11 12  Drik Panchang - Ekadashi Dates. In: Drik Panchang. Abgerufen am 4. Mai 2025 (englisch).
15. 1 2 3 4 5 6 7 8 9 10 11 12  Vraj Vrindavan - Ekadashi Dates. In: Vraj Vrindavan. (englisch).
16. ↑  N.A: The Skanda-Purana Part 1. Motilal Banarsidass Publishers, Delhi 1950, S. 154 (18.31–32) (englisch, archive.org).
17. ↑   Indira Ekadashi 2019: Date, Times, Puja Vidhi, Shubh Mahurat and all you need to know - Times of India In: The Times of India. Abgerufen am 27. Dezember 2019 (englisch).
18. ↑  Rama Ekadashi 2019: आज है रमा एकादशी, जानिए शुभ मुहूर्त, पूजा विधि, व्रत कथा और महत्‍व. (deutsch: Rama Ekadashi 2019 – Date, Time, Significance, Auspicious Time, Puja Vidhi, Vrat Katha and Lakshmi-Puja). In: NDTVIndia. Abgerufen am 27. Dezember 2019 (Hindi).
19. ↑  Drik Panchang – Bhaimi Ekadashi Date and Parana Time. In: Drik Panchang. (englisch).
20. ↑  Hare Krishna Calendar - Bhaimi Ekadashi 2023. In: Hare Krishna Calendar. 9. Oktober 2019 (englisch).